# Thomas Bornhauser
Hans Thomas Bornhauser (født 26. maj 1799 i Weinfelden, død 9 marts 1856 i Müllheim) var en schweizisk teolog og forfatter. 
Bornhauser stammede fra folkets brede lag (faderen var bager) og viede sig det teologiske Studium ud fra en dyb længsel efter dannelse. Han blev en folketaler af rang og stillede sig som livsopgave at fremkalde en forandring i demokratisk ånd af den forældede thurgauske kantonforfatning. Da 
Julirevolutionen havde sat sindene i bevægelse, lykkedes det Bornhauser at fremtvinge en ny forfatning. Da den efter 6 års forløb atter blev afløst af en ny, var Bornhausers rolle foreløbig udspillet. Bornhauser har skrevet tragedier, lyriske og episke digte og udgivet tidsskriftet Der Wächter. Det er patriotismen, som bevinger hans pen, mere end store poetiske idéer.